# Supercupa Europei 2000
Supercupa UEFA 2000 a fost un meci de fotbal jucat pe 25 august 2000 între Real Madrid din Spania și Galatasaray din Turcia. Real Madrid s-a calificat învingând Valencia în  finala UEFA Champions League din 2000, în timp ce Galatasaray a ajuns în Supercupă după ce a învins Arsenal în finala Cupei UEFA 2000. Galatasaray a câștigat meciul cu 2–1, ambele goluri marcate de Mário Jardel, acesta din urmă un gol de aur. Aceasta a fost prima Supercupă disputată de câștigătorii Cupei UEFA (acum UEFA Europa League). Până în 1999, a fost disputată de câștigătorii Ligii Campionilor UEFA și de câștigătorii Cupei Cupelor UEFA, dar Cupa Cupelor a fost întreruptă după sezonul 1998–99.

## Locul de desfășurare
Stade Louis II din Monaco a fost locul de desfășurare a Supercupei UEFA din 1998. A fost construit în 1985 și este, de asemenea, casa lui AS Monaco, care joacă în sistemul ligii franceze.

## Detalii
| Real Madrid     | 1 – 2 (a.e.t.) | Galatasaray             |
| --------------- | -------------- | ----------------------- |
| Raúl 79' (pen.) | (Cronică)      | Jardel 41' (pen.), 103' |

| Real Madrid | Galatasaray |

| REAL MADRID: |    |                  |     |     |
| |    |                  |     |     |
| GK | 25 | Iker Casillas    |     |     |
| RB | 21 | Geremi           |     |     |
| CB | 12 | Iván Campo       |     | 66' |
| CB | 6  | Iván Helguera    | 32' |     |
| LB | 3  | Roberto Carlos   |     |     |
| DM | 20 | Albert Celades   |     | 99' |
| DM | 16 | Claude Makélélé  | 22' |     |
| RM | 10 | Luís Figo        | 70' |     |
| LM | 14 | Guti             |     | 53' |
| AM | 11 | Sávio            |     |     |
| CF | 7  | Raúl (c)         |     |     |
| Rezerve: |    |                  |     |     |
| GK | 13 | César Sánchez    |     |     |
| DF | 2  | Michel Salgado   |     | 99' |
| DF | 18 | Aitor Karanka    |     |     |
| MF | 19 | Santiago Solari  |     |     |
| MF | 17 | Flavio Conceição |     | 66' |
| CF | 22 | Pedro Munitis    | 99' | 53' |
| Antrenor: |    |                  |     |     |
| Vicente del Bosque Man of the Match: Okan Buruk (Galatasaray) Arbitrii asistenți: Egon Bereuter Markus Mayr Fourth official: Fritz Stuchlik |    |                  |     |     |

| GALATASARAY:   |    |                    |     |     |
|                |    |                    |     |     |
| GK             | 1  | Claudio Taffarel   |     |     |
| RB             | 3  | Bülent Korkmaz (c) |     |     |
| CB             | 4  | Gheorghe Popescu   |     |     |
| CB             | 35 | Capone             |     | 84' |
| LB             | 57 | Hakan Ünsal        |     |     |
| RM             | 7  | Okan Buruk         | 7'  | 81' |
| CM             | 5  | Emre Belözoğlu     |     |     |
| CM             | 10 | Gheorghe Hagi      |     | 72' |
| MF             | 8  | Suat Kaya          | 29' |     |
| MF             | 22 | Ümit Davala        | 90' |     |
| CF             | 9  | Mário Jardel       |     |     |
| Rezerve:       |    |                    |     |     |
| GK             | 16 | Kerem Inan         |     |     |
| DF             | 6  | Ahmet Yıldırım     |     |     |
| DF             | 14 | Fatih Akyel        |     | 84' |
| DM             | 28 | Bülent Akın        |     | 72' |
| MF             | 11 | Hasan Șaș          |     | 81' |
| FW             | 20 | Serkan Aykut       |     |     |
| Antrenor:      |    |                    |     |     |
| Mircea Lucescu |    |                    |     |     |

| Supercupa Europei 2000        |
| ----------------------------- |
| Turcia                        |
| Galatasaray S.K. Primul titlu |